# Rue Paillet
La rue Paillet est une voie située dans le quartier de la Sorbonne dans le 5e arrondissement de Paris.

## Situation et accès
La rue Paillet est desservie à proximité par la ligne RER B à la gare du Luxembourg.

## Origine du nom

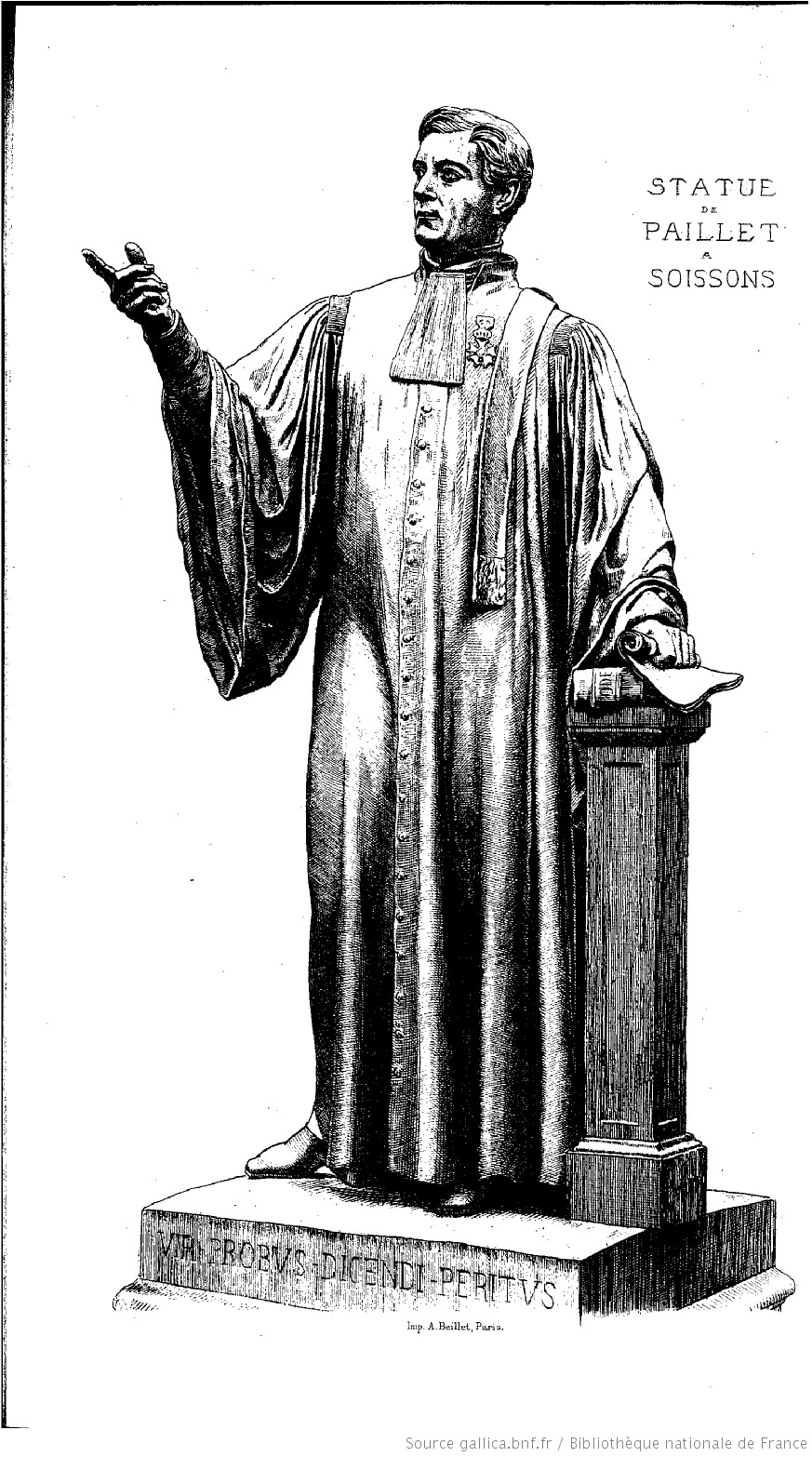
Alphonse Paillet.

Cette rue doit son nom à Alphonse Gabriel Victor Paillet (1796-1855), avocat à Paris et député, en raison de la proximité de la faculté de droit de Paris.

## Historique
Anciennement rue Saint-Hyacinthe, cette rue ouverte en 1876 prend sa dénomination actuelle par un arrêté du 1er février 1877.

## Bâtiments remarquables et lieux de mémoire
- No 3 : siège de la société de production de films Why Not Productions, gérant notamment le cinéma du Panthéon proche.
- No 29 : le romancier Gustave Flaubert (1821-1880) a habité à cette adresse en 1842, pendant sa première année de droit[2].